# 佘山羊奶子
佘山羊奶子（学名：Elaeagnus argyi）为胡颓子科胡颓子属下的一个种。

## 扩展阅读
- 維基物種上的相關：佘山羊奶子